# Hala Białe

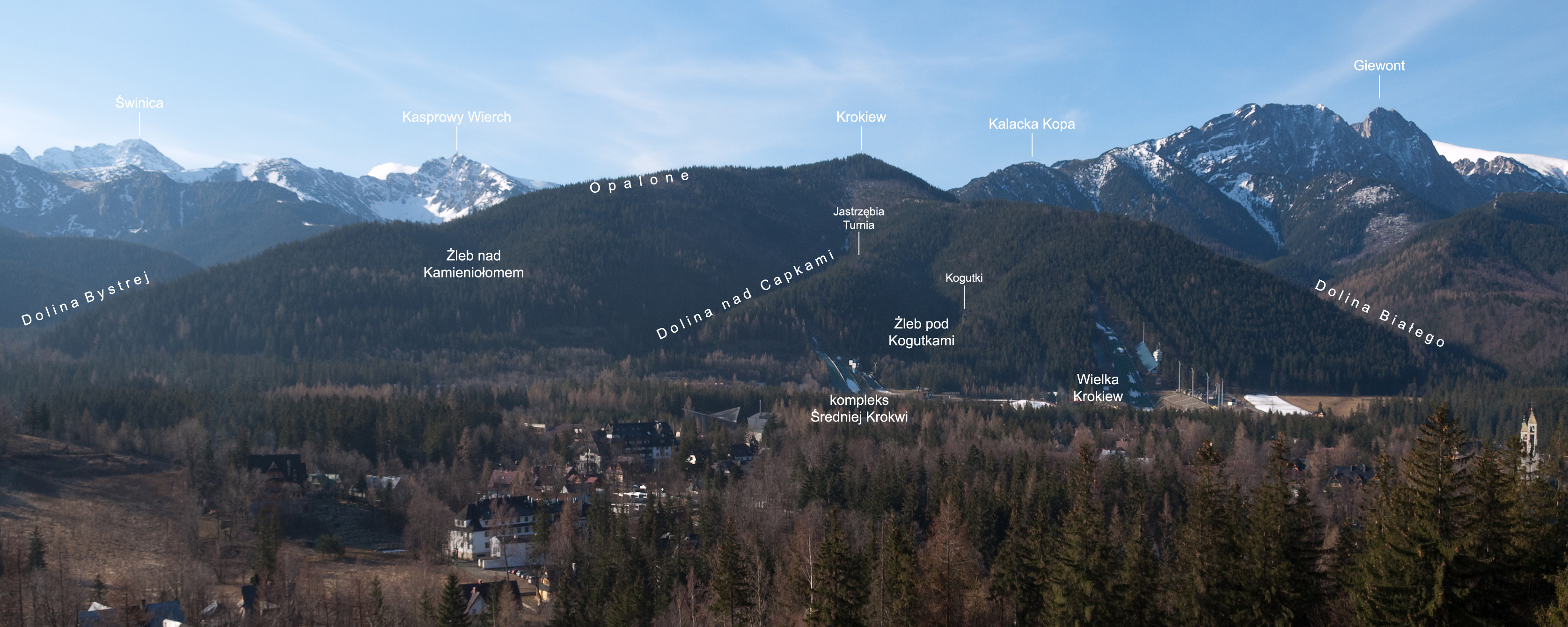
Tereny dawnej Hali Białe

Hala Białe – dawna hala pasterska w górnej części Doliny Białego w polskich Tatrach. Górale używali nazwy Białe. Wraz z Halą Kalatówki i Halą Strążyską należała do zbiorczej Hali Giewont. W Dolinie Białego była tylko jedna Polana Białego, na której stał szałas, ale obszar Hali Białe obejmował także halizny i lasy serwitutowe. W połowie XIX wieku upłaz Białe znajdujący się w Dolinie Suchej (zachodnia odnoga Doliny Białego) wiosną służył jako pośredni etap dla owiec pędzonych na Halę Kondratową przez urwiste perci Giewontu. Na upłazie tym przewodnik tatrzański Bartłomiej Obrochta miał grywać na skrzypcach zbójnikowi Wojtkowi Matei.
Hala Białe przestała być użytkowana już w latach 50. po II wojnie światowej. Przyczyną było poszukiwanie w Dolinie Białego złóż uranu. Było ono okryte tajemnicą, z tego też powodu cała dolina została zamknięta i strzeżona. W 1954 r. w całej Dolinie Białego utworzono obszar ochrony ścisłej. W latach 1961–1965 hale tatrzańskie poprzez wykupienie lub wywłaszczenie przeszły na własność Skarbu Państwa i weszły w obszar Tatrzańskiego Parku Narodowego. Dawniej trawiaste obszary halizn i Polana Białego niemal całkowicie zarosły już lasem i kosodrzewiną.